# Ranville-Breuillaud
Ranville-Breuillaud là một xã thuộc tỉnh Charente trong vùng Nouvelle-Aquitaine tây nam nước Pháp. Xã này có độ cao trung bình 116 mét trên mực nước biển.